# New York Liberty 2019
La stagione 2019 delle New York Liberty fu la 23ª nella WNBA per la franchigia.
Le New York Liberty arrivarono quinte nella Eastern Conference con un record di 10-24, non qualificandosi per i play-off.

## Roster
| N° | Naz.                   | Ruolo | Sportivo             | Anno | Alt. | Peso |
| -- | ---------------------- | ----- | -------------------- | ---- | ---- | ---- |
| 3  | Stati Uniti (bandiera) | G     | Tiffany Bias         | 1992 | 170  | 61   |
| 4  | Stati Uniti (bandiera) | AC    | Nayo Raincock-Ekunwe | 1991 | 188  | 79   |
| 5  | Canada (bandiera)      | G     | Kia Nurse            | 1996 | 183  | 68   |
| 7  | Stati Uniti (bandiera) | C     | Avery Warley         | 1987 | 191  | 92   |
| 9  | Australia (bandiera)   | A     | Rebecca Allen        | 1992 | 188  | 74   |
| 12 | Stati Uniti (bandiera) | A     | Reshanda Gray        | 1992 | 188  | 87   |
| 14 | Stati Uniti (bandiera) | G     | Bria Hartley         | 1992 | 173  | 66   |
| 15 | Stati Uniti (bandiera) | G     | Brittany Boyd        | 1993 | 175  | 71   |
| 17 | Svezia (bandiera)      | C     | Amanda Zahui         | 1993 | 196  | 113  |
| 21 | Cina (bandiera)        | C     | Han Xu               | 1989 | 206  | 88   |
| 23 | Francia (bandiera)     | G     | Marine Johannès      | 1995 | 178  | 61   |
| 25 | Stati Uniti (bandiera) | G     | Asia Durr            | 1997 | 178  | 68   |
| 30 | Stati Uniti (bandiera) | G     | Tanisha Wright       | 1983 | 180  | 75   |
| 31 | Stati Uniti (bandiera) | C     | Tina Charles         | 1988 | 193  | 90   |

## Staff tecnico
- Allenatore: Katie Smith
- Vice-allenatori: Herb Williams, Charmin Smith (fino al 21 giugno)[1]
- Preparatore atletico: Theresa Acosta